# Moral sense
Moral sense (moreel besef of de moreel besef-theorie) is een begrip uit de meta-ethiek. Letterlijk opgevat zou het gaan om een 'zintuig' dat tussen goed en kwaad kan onderscheiden.
In de 18e eeuw werd het begrip door onder meer de Engelse filosoof John Locke uitgewerkt tot een theorie die moest verklaren hoe de mens het verschil tussen goed en kwaad kan zien. De Schot David Hume zette in A treatise of human nature (1739-1740) deze leer uiteen en betoogt daarbij hoezeer het met de empiristische kentheorie is verbonden. 
Bekende voorstanders van een vorm van de 'moreel besef- theorie' of 'sentimentalisme' zijn de 3e graaf van Shaftesbury (1671-1713), Francis Hutcheson (1694-1746), David Hume (1711-1776), en Adam Smith (1723-1790). Enkele hedendaagse pleitbezorgers van de theorie zijn onder meer Michael Slote, Justin D'Arms, Daniel Jacobson en Jesse Prinz. 